# Lonely Hearts (JoJo)
Lonely Hearts è un brano musicale della cantante statunitense JoJo, pubblicato il 24 aprile 2020 come primo singolo promozionale del quarto album in studio Good to Know.

## Esibizioni dal vivo
JoJo si è esibita con Lonely Hearts per la prima volta direttamente dalla sua abitazione, in occasione di un concerto virtuale organizzato da Feeding America per ricavare fondi di beneficenza per la pandemia COVID-19.